# Ax ’n Sex
Ax ’n Sex, ursprünglich Axe ’n Sex ist eine deutsche Rockband aus Kiel, die von 1990 bis 1996 existierte. Sie sind bekannt als eine der ersten Bands, die beim Wacken Open Air gespielt haben. 2014 spielten Ax ’n Sex erneut beim Wacken Open Air zum 25-jährigen Jubiläum des Festivals.

## Geschichte

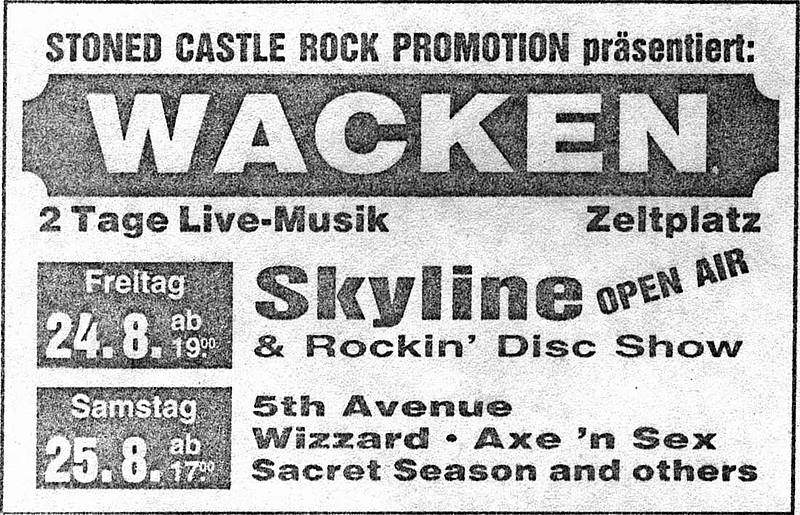
Werbeanzeige für das Wacken Open Air 1990

Axe ’n Sex wurde 1990 in Kiel als Rockband gegründet. Am 24./25. August 1990 spielten sie neben den Bands 5th Avenue, Motoslug, Sacret Season, Skyline und Wizzard als eine der ersten Bands auf dem Wacken Open Air im schleswig-holsteinischen Wacken, dem nach eigenen Angaben heute größten Metal-Festival der Welt. Auch 1992 und 1993 spielte die Band auf dem Wacken-Open-Air.
1991 erschien das Demo Come to Join the Party mit Sängerin Suzie Lohmar mit vier Liedern der Band. 1993 veröffentlichte die Band mit neuem Sänger gemeinsam mit den Bands Disaster, Just Say No, No Comment und Decay eine Split-LP. Die 1996 erschienene EP Victim of Time wurde die letzte Veröffentlichung der Band. Nach der Veröffentlichung von Victim of Time löste sich die Band auf. Der Schlagzeuger Thorsten Thrunke, Sänger Andre Fischer und Gitarrist Sven Böge gründeten die Band Ivory Tower, bei der letzterer aktiv ist.
Das „e“ bei Axe ist 1991 beim Erstellen eines Logos dem Grafiker Ulf Carow zum Opfer gefallen. 2014 spielten Ax ’n Sex erneut beim Wacken Open Air zum 25-jährigen Jubiläum des Festivals.

## Diskografie
Axe ’n Sex nahmen während ihrer aktiven Zeit nur drei Tonträger auf:
- 1991: Come to Join the Party (Demo)
- 1993: Ride on the Underground - A Heavy Compilation (Split)
- 1996: Victim of Time (EP)

## Belege
1. ↑  Billing Bands 2014. wacken.com, archiviert vom Original (nicht mehr online verfügbar) am 7. Juni 2014; abgerufen am 6. Juni 2014.  Info: Der Archivlink wurde automatisch eingesetzt und noch nicht geprüft. Bitte prüfe Original- und Archivlink gemäß Anleitung und entferne dann diesen Hinweis.
2. ↑  Bands auf dem Wacken-Open-Air 1990 (Memento des Originals vom 29. Juni 2012 im Internet Archive)  Info: Der Archivlink wurde automatisch eingesetzt und noch nicht geprüft. Bitte prüfe Original- und Archivlink gemäß Anleitung und entferne dann diesen Hinweis.
3. 1 2  
Axe ’n Sex bei der Encyclopaedia Metallum
4. ↑  
Ivory Tower bei der Encyclopaedia Metallum
5. ↑  Billing Bands 2014. wacken.com, archiviert vom Original (nicht mehr online verfügbar) am 7. Juni 2014; abgerufen am 6. Juni 2014.  Info: Der Archivlink wurde automatisch eingesetzt und noch nicht geprüft. Bitte prüfe Original- und Archivlink gemäß Anleitung und entferne dann diesen Hinweis.